# La Revanche de Betty
Pour plus de détails, voir Fiche technique et Distribution.
La Revanche de Betty (Betty Takes a Hand) est un film américain réalisé par Jack Dillon, sorti en 1918.

## Synopsis
Après que son père Peter Marshall a été ruiné par son partenaire en affaires James Bartlett, Betty se rend à Los Angeles chez sa tante, Mrs. Haines. Pendant que cette dernière et sa fille Ida font une croisière, Betty met un panneau annonçant des chambres à louer, pour gagner un peu d'argent. Tom, le fils de James Bartlett, emménage et tombe amoureux de la (fausse) propriétaire. Finalement, après leur mariage, leurs pères respectifs découvrent l'identité de leur belle-famille et se réconcilient.

## Fiche technique
- Titre original : Betty Takes a Hand
- Titre français : La Revanche de Betty
- Réalisation : Jack Dillon
- Scénario : Jack Cunningham, d'après une histoire de Katharine Kavanaugh
- Photographie : Anton Nagy
- Société de production : Triangle Film Corporation
- Société de distribution : Triangle Distributing Corporation
- Pays de production :  États-Unis
- Langue originale : anglais
- Format : noir et blanc — 35 mm — 1,37:1 — Film muet
- Genre : Comédie
- Durée : 50 minutes (5 bobines)
- Dates de sortie :
  - États-Unis : 6 janvier 1918
  - France : 28 février 1919[1]
- Licence : Domaine public

## Distribution
- Olive Thomas : Betty Marshall
- Frederick Vroom : Peter Marshall
- Bliss Chevalier : Mrs. Haines
- Mary Warren : Ida Haines
- George Hernandez : James Bartlett
- Charles Gunn : Tom Bartlett
- Margaret Cullington : Miss Catherine
- Graham Pettie : le jardinier
- June De Lisle : la servante
- Anna Dodge : la femme du jardinier